# Алегорія мистецтв (Креспі)
Алегорія мистецтв Креспі ( англ. An Allegory of the Arts ) — картина-алегорія, котру створив болонський художник Джузеппе Марія Креспі (1665-1747).

## Опис твору
Свідомість барокових мешканців була сильно міфологізована, не оминаючи і художників та науковців. Низку явищ життя і мистецтва передавали через алегорії. В мистецтві Італії алегорія мала надзвичайне поширення і містилася в скульптурній, живописній, філософський і взагалі понятійній практиці. 
Серед розповсюджених сюжетів в живопису 17-18 ст. — «Алегорія живопису» і «Алегорія мистецтв». Свій варіант на цю тему створив і Джузеппе Марія Креспі близько 1730 року. 
На полотні подано жіночу постать в умовно-історичному одязі, такому розповсюдженому у прихильників Величної манери. Цей одяг мав красиво прикривати тіло персонажів і справляти приємне враження на глядачів. Для підсилення враження використовували яскраві кольори, зазвичай без вишивки чи орнаментів. Все це притаманно і алегоричній постаті на картині Креспі. Але картина цікава саме тьмяним колоритом, де художник відмовився від жовтої чи червоної фарб. В картині головують лише три кольори - білий, синій та темний, останній важко кваліфікувати як чорний, бо це темний і прозорий колір. Креспі важко віднести до уславлених колористів Італії, були й більш обдаровані. Але він майстерно використовував пастозні мазки і синій колір, віртуозно працюючи з низкою його варіантів-відтінків і в інших творах. Живописна техніка на плотні швидка і темпераментна. Обличчя моделі мало цікавило художника і справляє лялькове, імперсональне враження. Навпаки, руки моделі і малюнок на полотні відтворені цілком уважно.
Світло вихопили жіночу постать, що швидко малює на полотні сцену зі скульптором у майстерні. Це Пігмаліон під час створення Галатеї . Вони уособлюють скульптуру. Сама жінка - алегорія живопису. За нею шафа, де лежить лютня і поряд стоїть арфа. Вони - атрибути музики. Так картина стала з волі художника не просто черговою алегрією живопису, а алегорією мистецтв взагалі.